# Udara
Udara is een geslacht van vlinders uit de familie Lycaenidae en de onderfamilie Polyommatinae.

## Soorten
- U. aemulus Eliot & Kawazoé, 1983
- U. akasa (Horsfield, 1828)
- U. albocaerulea (Moore, 1879)
- U. antonia Eliot & Kawazoé, 1983
- U. aristinus (Fruhstorfer, 1917)
- U. aristius (Fruhstorfer, 1910)
- U. blackburnii (Tuely, 1878)
- U. camenae (de Nicéville, 1895)
- U. cardia (Felder, 1860)
- U. ceyx (de Nicéville, 1893)
- U. coalita (de Nicéville, 1891)
- U. cybele Eliot & kawazoé, 1983
- U. cyma (Toxopeus, 1927)
- U. davenporti Parsons, 1986
- U. dilectissima (Druce, 1895)
- U. dilectus (Moore, 1879)
- U. drucei (Bethune-Baker, 1906)
- U. etsuzoi Eliot & kawazoé, 1983
- U. filipina (Murayama & Okamura, 1973)
- U. kodama Eliot & Kawazoé, 1983
- U. laetitia Eliot & kawazoé, 1983
- U. lanka (Moore, 1877)
- U. manokwariensis (Joicey, Noakes & Talbot, 1915)
- U. meeki (Bethune-Baker, 1906)
- U. masinissa (Fruhstorfer, 1910)
- U. nishiyamai Eliot & Kawazoé, 1983
- U. oviana (Fruhstorfer, 1917)
- U. owgarra (Bethune-Baker, 1906)
- U. placidula (Druce, 1895)
- U. pullus (Joicey & Talbot, 1916)
- U. renevieri Braby & Müller, 2013
- U. rona (Grose-Smith, 1894)
- U. santotomasana Eliot & Kawazoé, 1983
- U. selma (Druce, 1895)
- U. serangana Eliot & Kawazoé, 1983
- U. sibatanii Eliot & Kawazoé, 1983
- U. singalensis (R. Felder, 1868)
- U. tenella (Miskin, 1891)
- U. toxopeusi (Corbet, 1937)
- U. tyotaroi Eliot & Kawazoé, 1983
- U. wilemani Eliot & Kawazoé, 1983